# ABC-Abwehrkommando der Bundeswehr
Das ABC-Abwehrkommando der Bundeswehr (ABCAbwKdoBw) ist in der nordbadischen Stadt Bruchsal in der General-Dr.-Speidel-Kaserne auf dem Eichelberg stationiert.
Das ABC-Abwehrkommando der Bundeswehr entwickelt die konzeptionellen Grundlagen für die ABC-Abwehr der Bundeswehr, es bildet deren Kräfte aus und stellt diese für Einsätze bereit.
Bei schweren Unglücken oder Katastrophen kann das Kommando gemäß Artikel 35 des Grundgesetzes zur Amts- und Katastrophenhilfe eingesetzt werden. Das Kommando ist als Teil der Streitkräftebasis Ansprechpartner für die Zivil-Militärische Zusammenarbeit, insbesondere im Bereich der ABC-Abwehr und des militärischen Brandschutzes.
Die Abteilung Grundlagen/Weiterentwicklung im Stab des Kommandos ist verantwortlich für die konzeptionelle Weiterentwicklung, die Ausbildungsgrundlagen und -weisungen sowie für die Lehrinhalte und die Lehrorganisation der Schule ABC-Abwehr und gesetzliche Schutzaufgaben in Sonthofen. Die Abteilung sorgt auch dafür, dass die Verantwortlichkeiten im Bereich Rüstung/Nutzung als auch in den Gremien in NATO und EU wahrgenommen werden.
Das ABC-Abwehrkommando der Bundeswehr ist als durchführendes Kommando auch verantwortlich für die Ausgestaltung der Initiative Framework Nations Concept (FNC) im Bereich CBRN-Protection. Deutschland hat als Rahmennation für die ABC-Abwehr und den Schutz vor chemischen, biologischen und radiologischen und nuklearen Gefährdungen (CBRN-Protection) eine koordinierende Rolle. Unter dem Dach der Initiative sollen die ABC-Abwehrkräfte aus NATO- und EU-Staaten unter anderem zu multinationalen Einsätzen befähigt werden.

## Unterstellte Dienststellen
- ABC-Abwehrregiment 1 in Strausberg (Barnim-Kaserne[4], Aufstellung begann am 6. April 2022 als teilaktiver Truppenteil[5][6][7][8])
- ABC-Abwehrbataillon 7 in Höxter
- ABC-Abwehrregiment 750 in Bruchsal
- Schule ABC-Abwehr und Gesetzliche Schutzaufgaben in Sonthofen
- ABC-Abwehrbataillon 906 in Höxter (Ergänzungstruppenteil)
- ABC-Abwehrbataillon 907 in Bruchsal (Ergänzungstruppenteil)
- Deutscher Anteil Joint Chemical Biological Radiological Nuclear Defence Centre of Excellence (DDO/DtA JCBRN Defence CoE) in Vyškov, Tschechien
- Bundeswehrfachschul-/Zivilberufliche Aus- und Weiterbildungsbetreuungsstelle (BwFachS/ZAW BetrSt) in Karlsruhe (seit 16. Dezember 2021)

## Kommandeure
| Nr. | Dienstgrad Name            | Beginn der Amtszeit | Ende der Amtszeit  |
| --- | -------------------------- | ------------------- | ------------------ |
| 1.  | Oberst Henry Neumann       | 23. April 2013      | 27. September 2018 |
| 2.  | Oberst Klaus Werner Schiff | 27. September 2018  | 21. September 2021 |
| 3.  | Oberst Stephan Saalow      | 21. September 2021  | –                  |